# Barbados na Mistrzostwach Świata w Lekkoatletyce 2019
Barbados na Mistrzostwach Świata w Lekkoatletyce 2019 – reprezentacja Barbadosu podczas mistrzostw świata w Doha liczyła czterech zawodników.

## Skład reprezentacji

### Mężczyźni
| Zawodnik         | Konkurencja                | Preeliminacje | Preeliminacje | Eliminacje | Eliminacje | Półfinał | Półfinał | Finał   | Finał   | Źródło            |
| Zawodnik         | Konkurencja                | Wynik         | Pozycja       | Wynik      | Pozycja    | Wynik    | Pozycja  | Wynik   | Pozycja | Źródło            |
| ---------------- | -------------------------- | ------------- | ------------- | ---------- | ---------- | -------- | -------- | ------- | ------- | ----------------- |
| Mario Burke      | bieg na 100 m              | BYE           | BYE           | 10,31 s    | 31.        | NQ       | NQ       | NQ      | NQ      | [ 2 ]             |
| Shane Brathwaite | bieg na 110 m przez płotki | —             | —             | 13,51 s    | 17. Q      | 14,29 s  | 23. qJ   | 13,61 s | 6.      | [ 3 ] [ 4 ] [ 5 ] |

### Kobiety
| Zawodniczka     | Konkurencja                | Eliminacje | Eliminacje | Półfinał | Półfinał | Finał | Finał   | Źródło      |
| Zawodniczka     | Konkurencja                | Wynik      | Pozycja    | Wynik    | Pozycja  | Wynik | Pozycja | Źródło      |
| --------------- | -------------------------- | ---------- | ---------- | -------- | -------- | ----- | ------- | ----------- |
| Sada Williams   | bieg na 400 m              | 52,14 s    | 28. Q      | 51,31 s  | 10.      | NQ    | NQ      | [ 6 ] [ 7 ] |
| Tia-Adana Belle | bieg na 400 m przez płotki | 57,37 s    | 33.        | NQ       | NQ       | NQ    | NQ      | [ 8 ]       |